# Tormenting Pale Flesh of the Syphilic Holy Whore
Tormenting Pale Flesh of the Syphilic Holy Whore – minialbum polskiej grupy muzycznej Anima Damnata. Wydawnictwo ukazało się w grudniu 2005 roku nakładem wytwórni muzycznej Morbid Moon Records.

## Lista utworów
Opracowano na podstawie materiału źródłowego.
1. „W obrzydliwości i bluźnierstwie oddajemy się rozkoszy (Relished In Foulness And Blasphemy)” – 8:31
  1. „Sanctimissimi Corporis Satanas”
  2. „Ciasna Pizda Maryji (Tight Cunt Of Holy Mother)”
  3. „Sraj na grób (Shit On A Grave)”
2. „Death To Christianity” – 6:54
  1. „Part I Scorn”
  2. „Part II Sanctus Satanas”